# Le Phare du bout du monde (film)
Pour les articles homonymes, voir Phare du bout du monde.
Pour plus de détails, voir Fiche technique et Distribution.
Le Phare du bout du monde (The Light at the Edge of the World) est un film américain réalisé par Kevin Billington, adapté du roman éponyme de Jules Verne en 1971.

## Synopsis

### Isolés au bout du monde
En 1860, le capitaine Moriz, ancien officier de marine, a été relégué sur un phare, non loin du Cap Horn sur l’île des Etats, au sud-Est de l’Argentine. Il est assisté de William Denton, dont il ne sait rien, ainsi que du jeune Felipe et son petit singe. Les jours s’écoulent, monotones, seulement émaillés par quelques éclats dus aux relations difficiles entre Moriz, strict et rigoureux, et Denton, moins professionnel car étranger au milieu maritime. Dans une malle, Denton conserve quelques souvenirs de sa vie d’avant, notamment une photo d’une femme qu’il a aimée passionnément et des lettres d’amour qu’il lui a écrites sans jamais avoir osé les lui envoyer.

### L’arrivée des pirates
Un jour, La Maule, une goélette, vient mouiller dans la baie. Dans ce lieu désolé, l’événement est suffisamment rare pour que Moriz se rende immédiatement à bord, accompagné de Felipe. Là, les deux hommes se font aussitôt littéralement étriper avant que leurs corps ne soient jetés à la mer sous les yeux horrifiés de Denton, qui, resté sur terre, assiste à la scène du haut du phare. Il s’agit d’un équipage de pirates sanguinaires dirigés par Kongre, un être énigmatique au regard magnétique, tout de noir vêtu, chauve, beau, sadique et cruel. Celui-ci, assisté de Tarcante, son second, et de Virgilio, un jeune psychopathe gracieux mais diabolique et sans pitié qui lui est tout dévoué - voire encore davantage - fait régner une discipline de fer sur cette bande de brutes.

### Denton prend le maquis
Pour ne pas subir le même sort que ses deux infortunés compagnons, Denton prend aussitôt le maquis pendant que les pirates mettent pied à terre et prennent possession du phare. Kongre descend en majesté du navire pendant que ses hommes montent sa tente et son trône, puis débarquent son cheval, un magnifique destrier blanc, sur la terre ferme. Kongre, qui a pris connaissance des documents se trouvant dans le phare, sait que Denton lui a échappé et lui donne par porte-voix l’ordre de se rendre, tandis que Denton s’enfuit.

### Denton et son passé
Cependant Denton finit par se faire prendre. Après qu’Emilio, une des brutes les plus sadiques de l’équipage, ait dépecé vif le petit singe d’Emilio, Denton commence à être supplicié par les pirates avant que Kongre ne donne l’ordre de le laisser partir pour s’amuser en le traquant avec son cheval, affublé pour l’occasion d’une corne tel une licorne. A l’issue de cette course poursuite, plutôt que d’être repris, Denton préfère se jeter du haut de la falaise. Au terme de son saut vertigineux, alors qu’il manque de se noyer, Denton revoie sa vie par éclairs qui nous apprennent qu’il a été autrefois amoureux fou d’une femme qui en a épousé un autre et qu’au cours d’une rixe, il a tué cet homme et a dû quitter les États-Unis.

### Les naufrageurs
Alors que Denton survit comme il peut sur l’île tout en surveillant les pirates, il comprend avec effroi la raison de leur présence : ceux-ci sont des naufrageurs qui vont éteindre la lanterne du phare pour précipiter les rares bateaux de passage sur les rochers, tuer les survivants et voler la cargaison. C’est ainsi qu’il assiste à un naufrage dramatique au cours duquel, hommes, femmes et enfants sont noyés ou massacrés. Seule Arabella, une jeune femme en réchappe, du fait de sa beauté. Denton parvient de son côté à sauver un homme, Luigi Montefiore, tuant le pirate qui allait l’égorger.

### Denton se rebiffe
Les deux hommes font cause commune, récupérant des vivres dans la carcasse du bateau échoué et survivant tant bien que mal dans la nature. Ils parviennent à déjouer les plans des pirates en réallumant quelques instants et in extremis la lanterne du phare, sauvant ainsi d’une mort certaine les passagers d’un second navire en perdition, ce qui rend Kongre et ses acolytes fous de rage. Dans la guerre sans merci que se livrent désormais Kongre et Denton, Denton marque à son tour des points : il parvient ainsi à tuer quelques pirates isolés, puis il s’empare du cheval de Kongre. L’animal se casse une patte au cours de la fuite de Denton et celui-ci l’abat. Un jeune noir, favori de Kongre, est tué au cours de l’échauffourée et Kongre, affecté, lui fait des funérailles grandioses face à la mer. Kongre, habitué à torturer et à tuer des êtres sans défense qui ne lui ont rien fait, connaît ainsi à son tour la douleur et a maintenant des raisons d’en vouloir à Denton, qui désormais l’obsède. Pendant ce temps, Denton et Montefiore vident la caverne où les pirates ont entassé leur butin et mettent le feu à celui-ci. Mais les pirates parviennent à surprendre Montefiore, qui est emmené sur leur navire pour y être suspendu à un mât par les mains et dépecé vivant pendant que Kongre, à l'aide d'un mégaphone. somme Denton de se rendre. Impuissant pour sauver Montefiore, Denton se résout à abattre celui-ci de loin avec une carabine pour mettre fin à ses souffrances.

### Arabella
Kongre, qui s’est aperçu de la ressemblance stupéfiante de la femme qu’il a épargnée avec celle de la photo se trouvant dans la malle de Denton, y voit le moyen d’attirer celui-ci dans un piège. Il la fait ainsi déambuler, fantomatique, sous une ombrelle parmi les rochers. Profitant de l’absence des pirates, Denton se rend sous la tente de Kongre pour retrouver sa captive. Mais il réalise rapidement qu’il ne s’agit pas de la femme qu’il a tant aimée. Arabella s’est fait passer auprès de Kongre pour une femme de la haute société mais n’est en fait qu’une domestique. Emue par Denton mais opportuniste, elle considère que celui-ci n’a aucune chance et, de toute façon, ne peut rien lui apporter. Elle préfère donc rester avec Kongre, qui lui procure malgré tout un certain luxe et une certaine sécurité. Denton repart donc seul, non sans avoir tué Tarcante qui les avait surpris et se promet de faire payer Kongre pour toutes ses atrocités. Lorsque Kongre revient auprès d’Arabella, découvrant le cadavre de Tarcante et s'estimant trahi, il décide, malgré les avances de celle-ci, de la livrer à ses hommes, qui l’emportent sur La Maule pour lui faire subir un viol collectif.

### La mort des pirates et la fin de Kongre
Comme ils ont ainsi laissé sans surveillance les canons qu’ils avaient transportés sur l’Ile, Denton bombarde et coule le navire des pirates et tue tous ses hommes sous les yeux de Kongre, sidéré. Denton court ensuite jusqu’au phare pour y défier Kongre, mais il est surpris par Virgilio, l’âme damnée de Kongre, qui le tient à sa merci avec son sabre. Denton propose alors à Kongre un marché : s’il lui laisse la vie sauve, il dira que Kongre était l’un des passagers du navire qui s’est écrasé contre les rochers. Mutique, Kongre manifeste son accord en tuant froidement d’une balle dans la tête son dévoué Virgilio. Ecœuré, Denton pourchasse Kongre jusqu’au sommet du phare. Celui-ci le bombarde de fûts remplis d’huile d’éclairage et le feu commence à prendre dans le phare. De rage, Kongre fracasse la lanterne du phare, avant que ses vêtements ne prennent feu et qu’il ne tombe dans le vide pour échapper à des brûlures atroces. Tous les pirates ont ainsi rejoint Moriz, Felipe et les naufragés du navire que Kongre et ses hommes ont fait se fracasser contre les rochers, les débris de La Maule se balancent dans le ressac et le phare, dévasté, n'éclaire plus. La fin, apocalyptique, laisse Denton seul sur l’ile, en l’attente de la relève.

## Fiche technique
- Titre original : The Light at the Edge of the World
- Titre en français : Le Phare du bout du monde
- Réalisation : Kevin Billington
- Scénario : Tom Rowe, d'après Jules Verne et Rachel Billington
- Production : Kirk Douglas
- Montage : Bert Bates
- Musique : Piero Piccioni
- Photographie : Henri Decaë, Cecilio Paniagua
- Régie et presse : Josiane Nancy Bonnin (Nancy Lo Méo)
- Pays de production :  États-Unis,  Liechtenstein,  Espagne,  Suisse
- Format : couleur
- Durée : 120 minutes
- Genre : Aventure
- Dates de sortie :
  - États-Unis : 16 juillet 1971
  - Espagne 29 octobre 1971

## Distribution
- Kirk Douglas (VF : Michel Gatineau) : Denton
- Yul Brynner (VF : Robert Party) : Kongre
- Samantha Eggar (VF : Marion Loran) : Arebella
- Jean-Claude Drouot (VF : Lui-même) : Virgilio
- Fernando Rey (VF : Henri Poirier) : Capitaine Moritz
- Renato Salvatori (VF : Jacques Richard) : Montefiore
- Massimo Ranieri (VF : Pierre Guillermo) : Felipe

## Autour du film
- Ce film est la deuxième adaptation de Jules Verne pour Kirk Douglas. Il avait déjà joué dans Vingt Mille Lieues sous les mers de Richard Fleischer en 1954.
- Différences avec le roman
- Les principaux personnages :  Denton, campé dans le film par Kirk Douglas, s’appelle Vasquez dans le roman et est le chef des gardiens du phare et non son second. Denton est un moment capturé par les pirates dans le film, alors que dans le roman Vasquez n’est jamais pris.  Kongre, le chef charismatique, impénétrable et démoniaque des pirates, campé dans le film par Yul Brunner, est beaucoup plus simple et pragmatique dans le roman. Dans le roman, il ne meurt pas en tombant du phare mais se suicide alors qu’il va être pris par les soldats lancés à sa poursuite.  Virgilio, l’âme damnée sadique et cruelle de Kongre, campé dans le film par Jean-Claude Drouot, n’existe pas dans le roman, de même que le personnage d’Arabella,  Montefiore, campé dans le film par Renato Salvatori, a pour nom John Davies dans le roman et n’est jamais pris ni tué par les pirates.
- La trame du récit :  Dans le roman, les pirates sont installés depuis des mois sur l’île et attendent le départ de l’aviso de la marine argentine pour sortir de leur cachette, alors que dans le film ils donnent le sentiment d’arriver sur l’île.  Toute la fantasmagorie sadique et spectaculaire du film – la tente et l’étalon de Kongre, la folie carnavalesque de Virgilio, la guérilla menée par Denton – n’existent pas dans le roman, où chacun a une attitude beaucoup plus pratique et prudente,  Le passé romantique de Denton, notamment sa nostalgie d’une femme aimée dont il a tué le mari, n’existe pas dans le roman,  La Maule est coulée à coup de canon par Denton dans le film, alors qu’elle n’est que temporairement neutralisée par Vasquez dans le roman, L’aviso Santa-Fé de la marine argentine, qui arrive juste à temps pour sauver Vasquez et Davies dans le roman, ne joue aucun rôle dans le film.